# Wodukajmy
Wodukajmy (niem. Woduhnkeim) – wieś w Polsce położona w województwie warmińsko-mazurskim, w powiecie bartoszyckim, w gminie Sępopol. W latach 1975–1998 miejscowość administracyjnie należała do województwa olsztyńskiego.
W 1889 r. był to majątek ziemski obejmujący 212 ha. 
Po II wojnie światowej nowi osiedleńcy zasiedlili wieś w latach 1945-46. Wodukajmy były siedzibą gromady i Gromadzkiej Rady Narodowej w latach 1954-1972.
W 1972 r. były tu 34 indywidualne gospodarstwa rolne, uprawiające łącznie 309 ha ziemi. W tym czasie w Wodukajmach było leśnictwo, poczta, dom kultury, klub, filia biblioteczna, uspołeczniony sklep wielobranżowy. W 1983 r. we wsi były 32 domy ze 182 mieszkańcami.